# Vitry-en-Charollais
Pour les articles homonymes, voir Vitry.
Vitry-en-Charollais est une commune française située dans le département de Saône-et-Loire, en région Bourgogne-Franche-Comté.

### Communes limitrophes

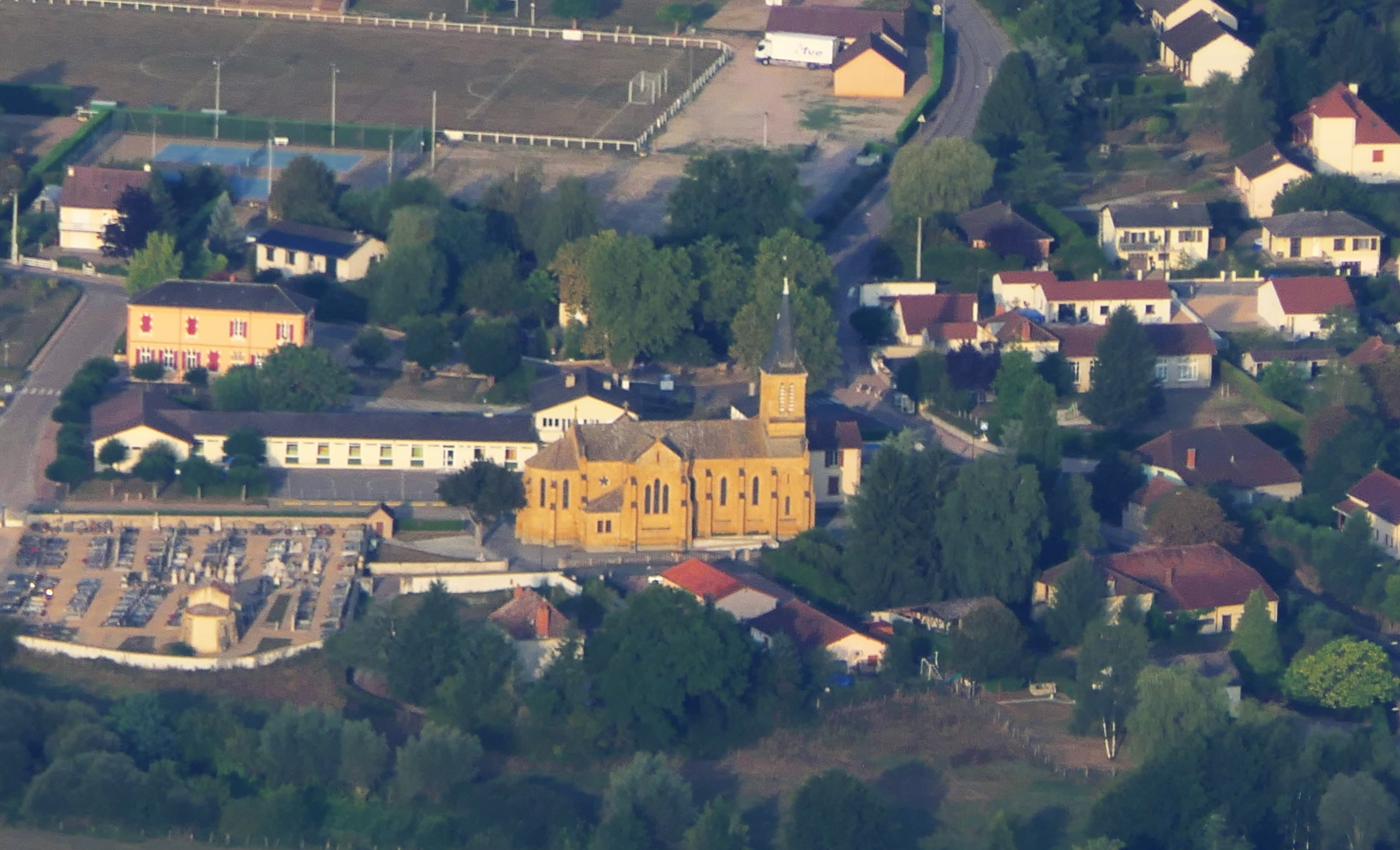
Vue aérienne.

## Géographie

### Climat
Pour des articles plus généraux, voir Climat de la Bourgogne-Franche-Comté et Climat de Saône-et-Loire.
En 2010, le climat de la commune est de type climat océanique dégradé des plaines du Centre et du Nord, selon une étude du Centre national de la recherche scientifique s'appuyant sur une série de données couvrant la période 1971-2000. En 2020, Météo-France publie une typologie des climats de la France métropolitaine dans laquelle la commune est exposée à un climat océanique altéré et est dans la région climatique Centre et contreforts nord du Massif Central, caractérisée par un air sec en été et un bon ensoleillement.
Pour la période 1971-2000, la température annuelle moyenne est de 10,9 °C, avec une amplitude thermique annuelle de 16,7 °C. Le cumul annuel moyen de précipitations est de 818 mm, avec 11,5 jours de précipitations en janvier et 7,3 jours en juillet. Pour la période 1991-2020, la température moyenne annuelle observée sur la station météorologique de Météo-France la plus proche, « Saint-Yan », sur la commune de Saint-Yan à 5 km à vol d'oiseau, est de 11,5 °C et le cumul annuel moyen de précipitations est de 772,4 mm. 
La température maximale relevée sur cette station est de 41,7 °C, atteinte le 31 juillet 1983 ; la température minimale est de −24,2 °C, atteinte le 9 janvier 1985,,.
Les paramètres climatiques de la commune ont été estimés pour le milieu du siècle (2041-2070) selon différents scénarios d'émission de gaz à effet de serre à partir des nouvelles projections climatiques de référence DRIAS-2020. Ils sont consultables sur un site dédié publié par Météo-France en novembre 2022.

## Urbanisme

### Typologie
Au 1er janvier 2024, Vitry-en-Charollais est catégorisée commune rurale à habitat dispersé, selon la nouvelle grille communale de densité à sept niveaux définie par l'Insee en 2022.
Elle est située hors unité urbaine. Par ailleurs la commune fait partie de l'aire d'attraction de Paray-le-Monial, dont elle est une commune de la couronne,. Cette aire, qui regroupe 19 communes, est catégorisée dans les aires de moins de 50 000 habitants,.

### Occupation des sols
L'occupation des sols de la commune, telle qu'elle ressort de la base de données européenne d’occupation biophysique des sols Corine Land Cover (CLC), est marquée par l'importance des territoires agricoles (90,6 % en 2018), en diminution par rapport à 1990 (94,7 %). La répartition détaillée en 2018 est la suivante : prairies (58,1 %), zones agricoles hétérogènes (16,5 %), terres arables (16 %), zones industrielles ou commerciales et réseaux de communication (6 %), zones urbanisées (2,7 %), forêts (0,7 %). L'évolution de l’occupation des sols de la commune et de ses infrastructures peut être observée sur les différentes représentations cartographiques du territoire : la carte de Cassini (XVIIIe siècle), la carte d'état-major (1820-1866) et les cartes ou photos aériennes de l'IGN pour la période actuelle (1950 à aujourd'hui).

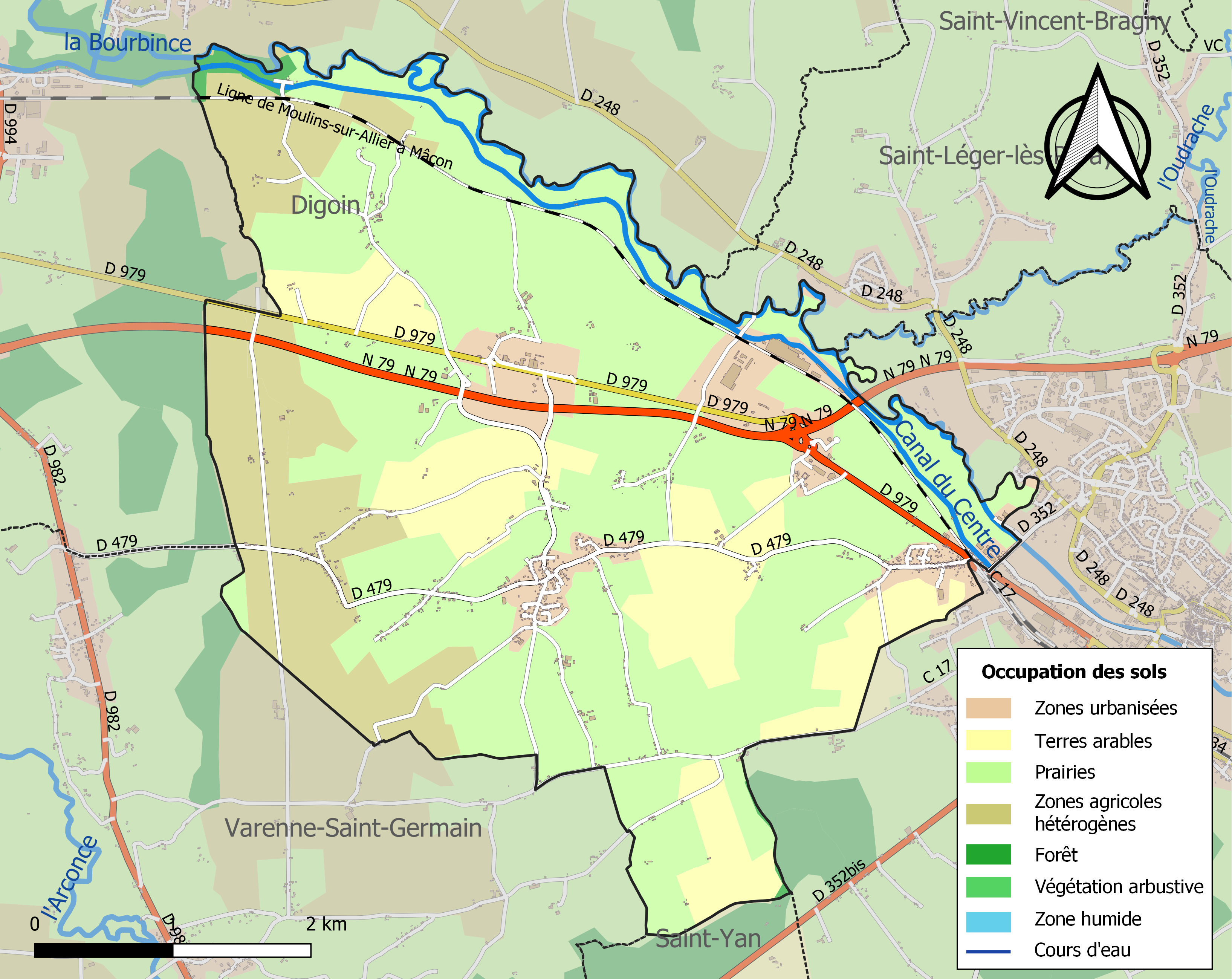
Carte des infrastructures et de l'occupation des sols de la commune en 2018 (CLC).

## Histoire

### Ancien Régime
Aélis de Semur dite aussi Adélaïde de Semur (°.1055 - †. ?), épouse du baron Dalmas de Châtel-Montagne en Bourbonnais. Elle avait eu pour dot la seigneurie de Vitry-lès-Paray avec de grands biens à Briennon. Elle entra au prieuré de la Sainte-Trinité de Marcigny-lès-Nonnains en 1066.

### Depuis La Révolution
Le 1er janvier 2014, la commune rejoint la communauté de communes de Paray-le-Monial, devenue communauté de communes du Grand Charolais depuis le 1er janvier 2017.
Le 28 mars 2014, M. Morisot Daniel, après 31 années de premier magistrat, a laissé la place de maire à M. Therville Daniel.

## Politique et administration
| Période                                  | Période   | Identité         | Étiquette | Qualité               |
| ---------------------------------------- | --------- | ---------------- | --------- | --------------------- |
| mars 1983                                | mars 2014 | Daniel Morisot   |           | Retraité comptabilité |
| mars 2014                                | en cours  | Daniel Therville | SE        |                       |
| Les données manquantes sont à compléter. |           |                  |           |                       |

## Démographie
L'évolution du nombre d'habitants est connue à travers les recensements de la population effectués dans la commune depuis 1793. Pour les communes de moins de 10 000 habitants, une enquête de recensement portant sur toute la population est réalisée tous les cinq ans, les populations de référence des années intermédiaires étant quant à elles estimées par interpolation ou extrapolation. Pour la commune, le premier recensement exhaustif entrant dans le cadre du nouveau dispositif a été réalisé en 2005.

En 2022, la commune comptait 1 082 habitants, en évolution de −2,35 % par rapport à 2016 (Saône-et-Loire : −1,06 %, France hors Mayotte : +2,11 %).
| 1793 | 1800 | 1806 | 1821 | 1831 | 1836 | 1841 | 1846 | 1851 |
| ---- | ---- | ---- | ---- | ---- | ---- | ---- | ---- | ---- |
| 530  | 676  | 596  | 527  | 498  | 616  | 578  | 598  | 620  |

| 1856 | 1861 | 1866 | 1872 | 1876 | 1881 | 1886 | 1891 | 1896 |
| ---- | ---- | ---- | ---- | ---- | ---- | ---- | ---- | ---- |
| 640  | 615  | 644  | 661  | 681  | 657  | 640  | 648  | 635  |

| 1901 | 1906 | 1911 | 1921 | 1926 | 1931 | 1936 | 1946 | 1954 |
| ---- | ---- | ---- | ---- | ---- | ---- | ---- | ---- | ---- |
| 631  | 603  | 604  | 549  | 617  | 698  | 668  | 737  | 798  |

| 1962 | 1968 | 1975 | 1982 | 1990 | 1999 | 2005  | 2006  | 2010  |
| ---- | ---- | ---- | ---- | ---- | ---- | ----- | ----- | ----- |
| 764  | 830  | 768  | 866  | 952  | 962  | 1 043 | 1 069 | 1 117 |

| 2015  | 2020  | 2022  | - | - | - | - | - | - |
| ----- | ----- | ----- | - | - | - | - | - | - |
| 1 113 | 1 099 | 1 082 | - | - | - | - | - | - |

En 2014, Vitry-en-Charollais compte 1 151 habitants.

## Lieux et monuments
Parmi les lieux et monuments remarquables de Vitry-en-Charollais figurent notamment :
- les restes de l'ancienne église Saint-Martin du village, démolie en 1879 et dont ne subsistent plus que l'abside et la base du clocher (dans le cimetière)[20] ;
- une nouvelle église (elle aussi sous le vocable de saint Martin) construite en 1879 sur un plan en croix latine orientée nord-ouest/sud-est, dont l'une des particularités est de disposer dans son clocher de l'une des plus anciennes cloches du diocèse d'Autun, fondue en l'an 1510[21], classée au titre des monuments historiques en 2022[22].

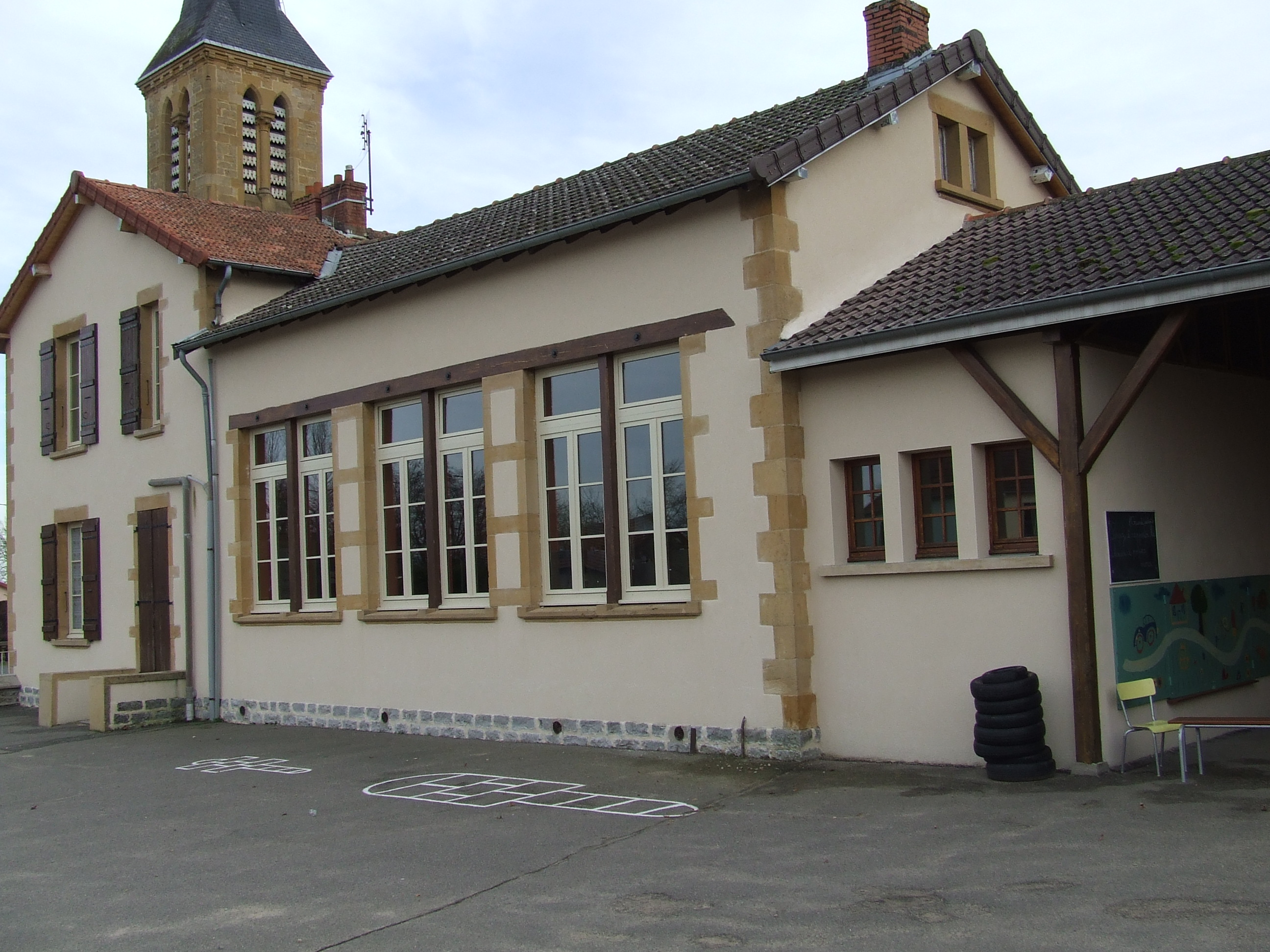
École élémentaire.
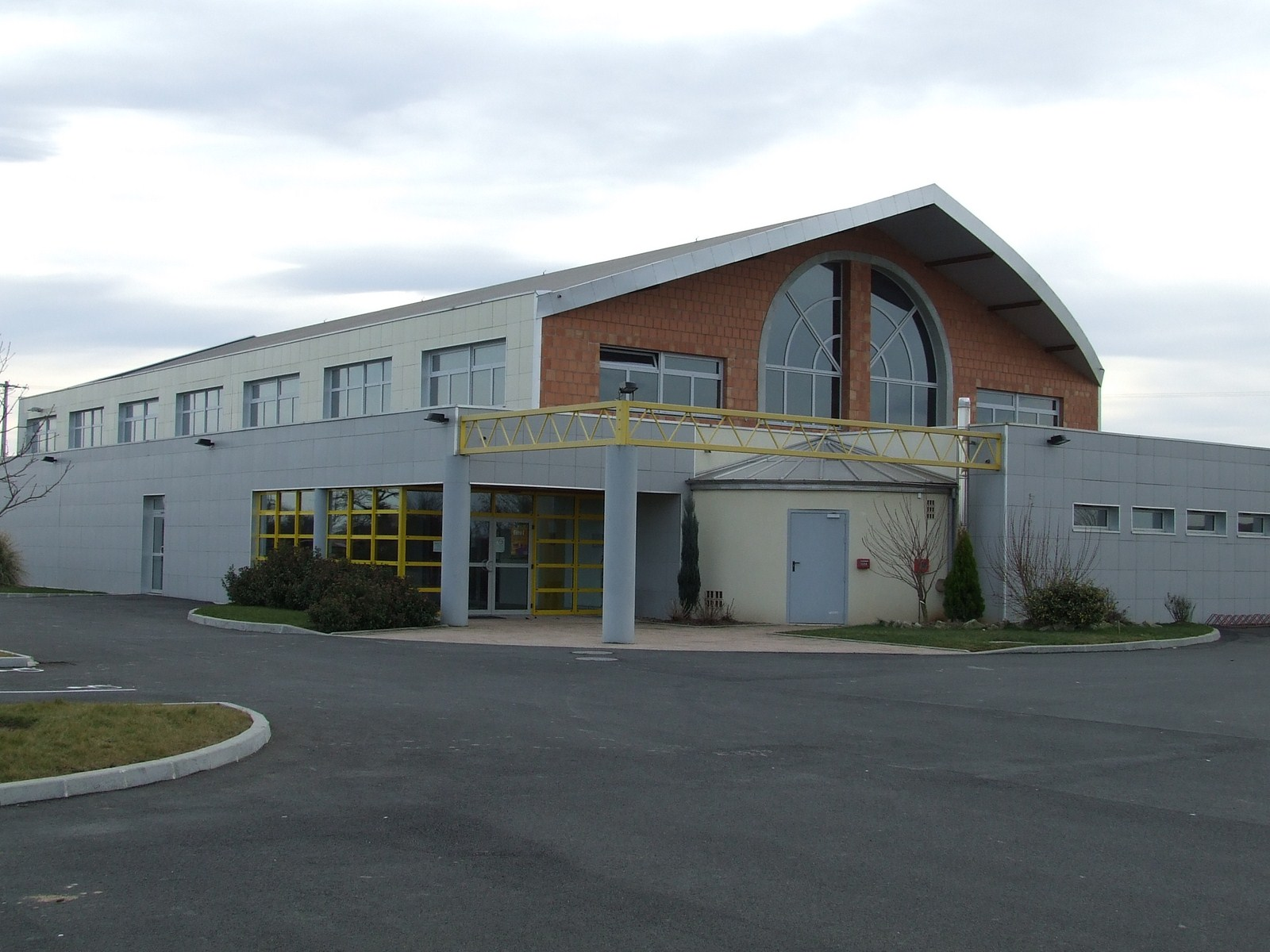
Salle de sport.
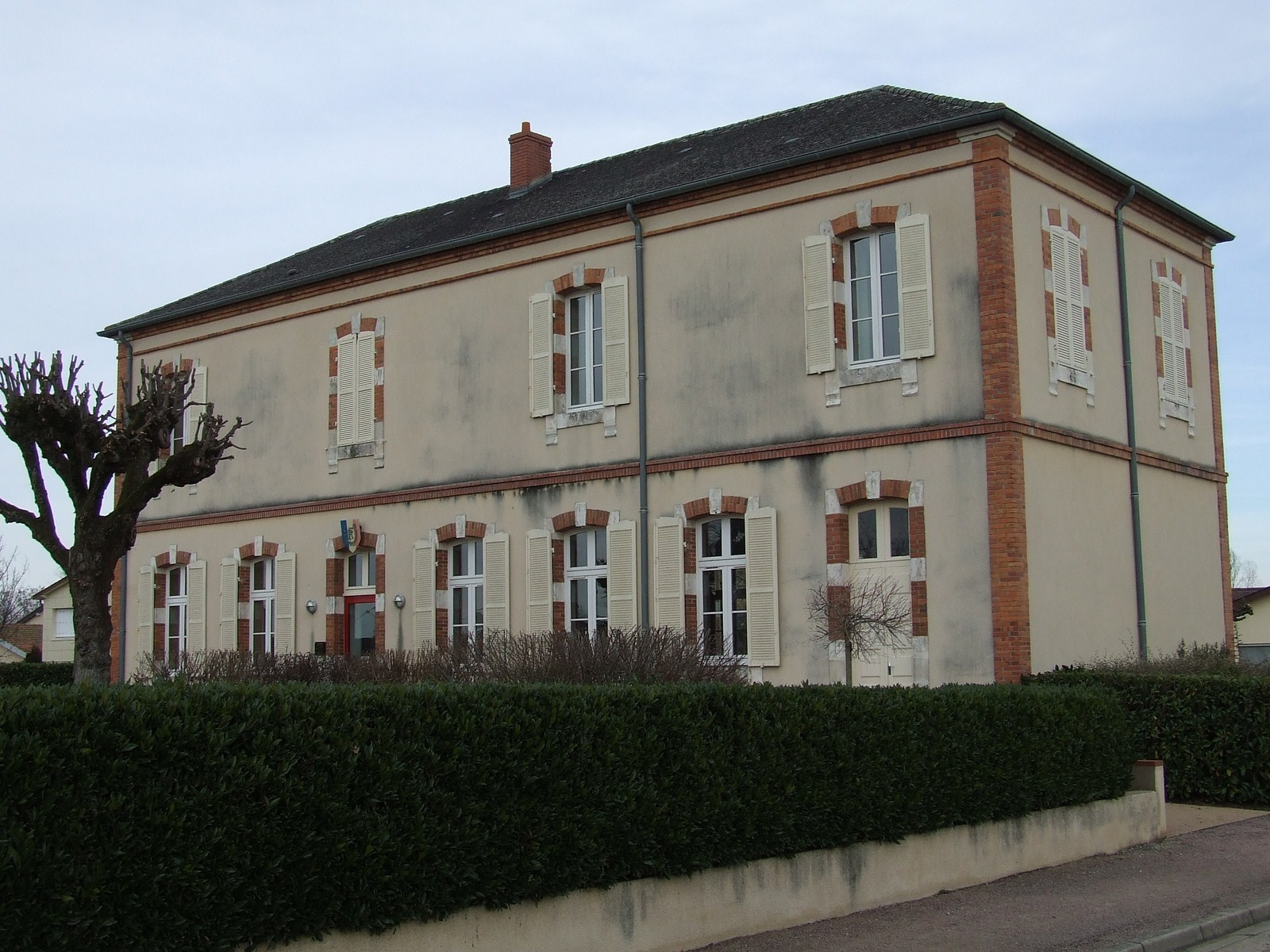
Mairie.

## Pour approfondir